# Parc Montreau
Le parc Montreau (autrefois orthographié Montereau) est un parc situé boulevard Théophile-Sueur à Montreuil en Seine-Saint-Denis.

## Description

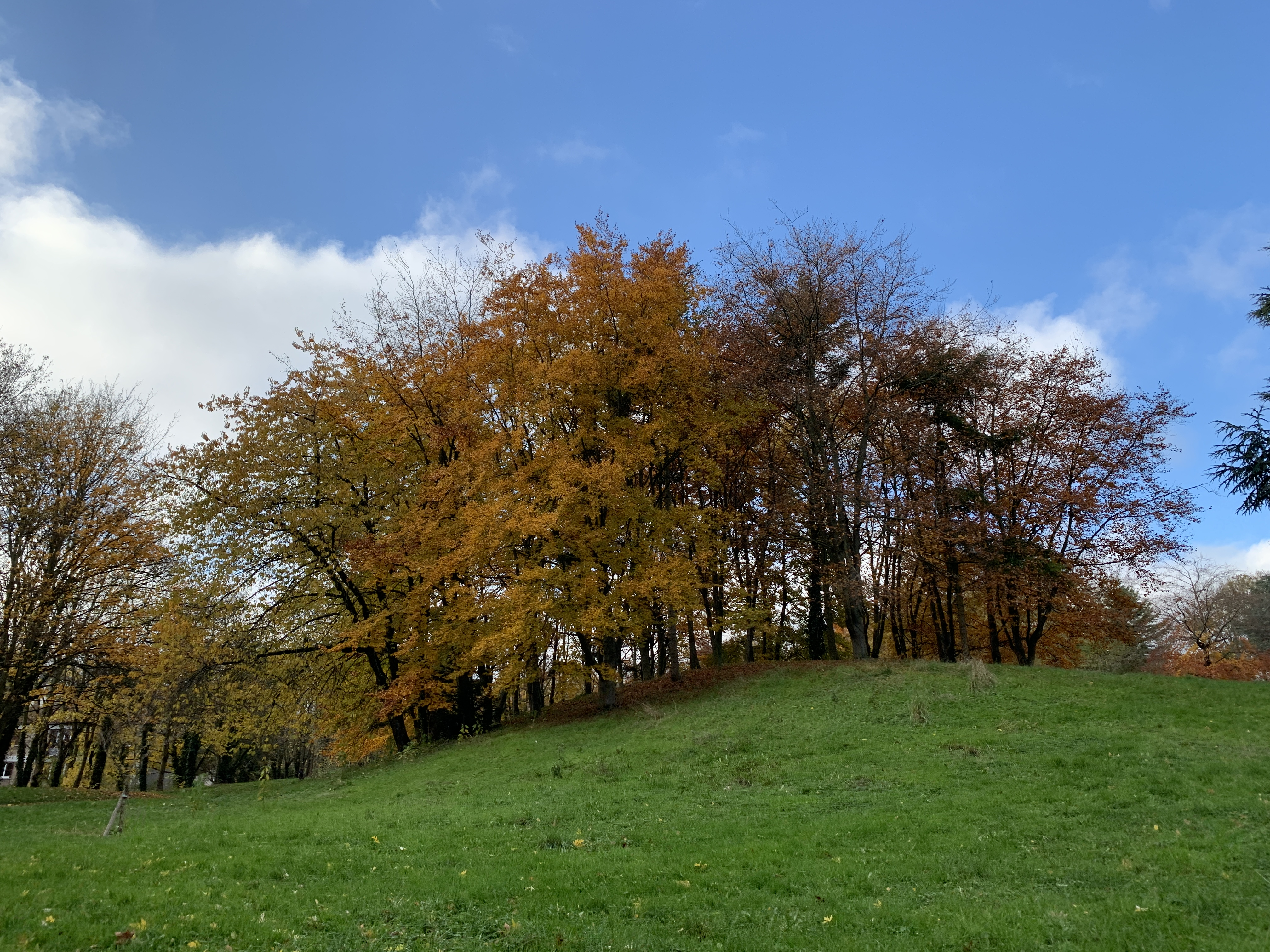
Le parc Montreau.

Ce parc comprend trois pièces d'eau, des essences d’arbres exotiques, des parterres fleuris et une roseraie. Il dispose de deux structures de jeux et d’un labyrinthe végétal.
On peut noter la présence d'un séquoia géant.

## Histoire

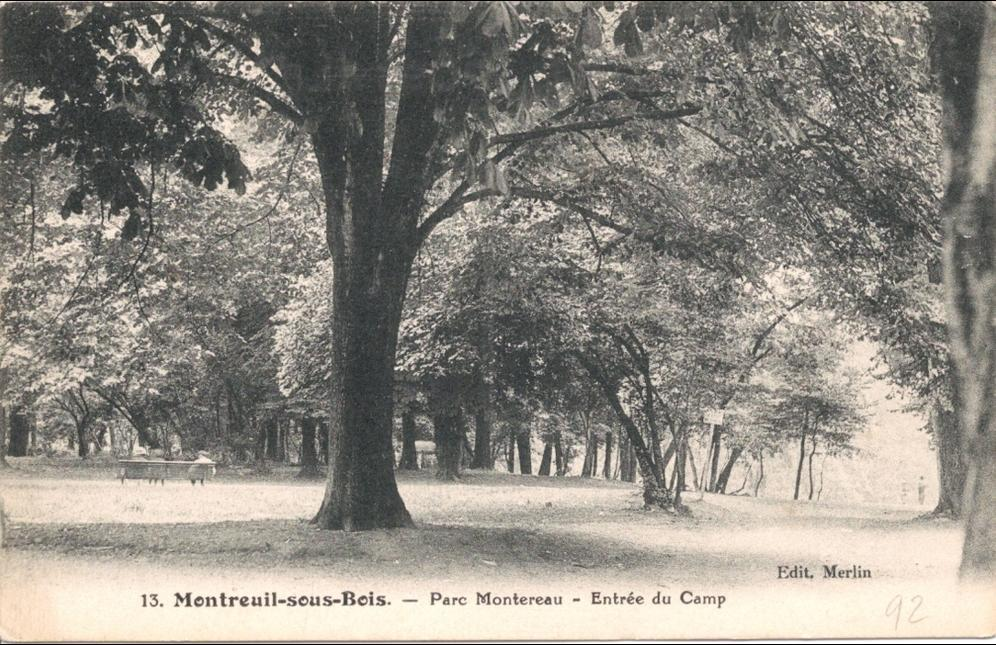
Le parc Montreau, vers 1900.

Le domaine de Montreau date au moins au XIIIe siècle et faisait partie des grands domaines du Haut-Montreuil comme Tillemont et la Boissière. 
Un château y est bâti au XVIIe siècle sur les fondations d'un édifice existant. Il est volontairement détruit pendant la guerre de 1870, pour faciliter les opérations militaires françaises. Théophile Sueur, industriel local, y construit en 1874 une résidence. Un premier parc y est créé dans les années 1930.
La ville de Montreuil acquiert une partie du parc en 1945, puis la partie basse par la suite. Le château accueille de nos jours le musée de l'Histoire vivante.